# 大塚喜代美
大塚 喜代美（おおつか きよみ、1953年 - ）は、日本の元アマチュア野球選手（投手）。

## 経歴
桐蔭学園高では奇本芳雄監督の下、同期の土屋恵三郎とバッテリーを組む。1971年春季関東大会決勝に進出し、エース竹内広明を擁する深谷商を延長10回で降し優勝。同年夏の甲子園県予選決勝で武相高の根建忍に投げ勝ち、夏の甲子園初出場を決める。同大会では準決勝で岡義朗、ケネス・ハワード・ライトのいた岡山東商に逆転勝ち。決勝では磐城高の「小さな大投手」田村隆寿に苦しむが1-0で辛勝、初優勝を飾った。大会通算5試合で4完封、2失点、自責点なしの好記録を残す。直後の全日本高校選抜ハワイ遠征に参加。同年秋の和歌山黒潮国体でも準々決勝に進むが、磐城高に延長11回敗退。
高校卒業後は三協精機に入社。玉井信博がプロ入りした後は、樋江井忠臣との二本柱で投手陣を支える。1974年の社会人野球日本選手権に出場。2試合を完封し決勝に進出。決勝でも日本鋼管福山を9回2死までノーヒットに抑え完封、優勝を飾る。同大会の最高殊勲選手賞を獲得。同年の社会人野球選抜キューバ遠征にも参加。翌1975年の社会人野球日本選手権も準々決勝に進むが、北海道拓殖銀行の山口敏男、千藤和久の継投に抑えられ敗退。同大会でも優秀選手に選出された。その後も都市対抗などで活躍するが、会社の業績不振により1978年に野球部は休止となった。1979年から日本鋼管に移り、主にリリーフとして活躍した。
その後はライト工業に移り、軟式野球に転向。1983年天皇杯の決勝に進み、 田中病院（宮崎県）と対戦。三協精機の元同僚で同じ甲子園組であった小山良春との継投で、延長45回の熱戦を制し2-1で勝利を飾る。